# Registre national des lieux historiques dans le comté d'Alameda

Localisation du comté d'Alameda en Californie

Ceci est la liste des lieux historiques inscrits sur le registre national dans le comté d'Alameda en Californie.
C'est censé être une liste exhaustive des propriétés et des districts des lieux historiques du registre national dans le comté d'Alameda, en Californie. Les coordonnées de latitude et longitude sont fournies pour la plupart des propriétés et les districts du registre national ; ces localisations peuvent être aperçus sur Google Map.
Il y a 155 propriétés et districts répertoriés sur le registre national dans le comté, dont huit monuments historiques nationaux. Une autre propriété a été inscrite mais a été retirée.

## Liste actuelle
| Position | ID        | Type | Nom                                                              | Localisation                                                                    | Ville                          | Date d'inscription | Image                                | Coordonnées                          | Description |
| -------- | --------- | ---- | ---------------------------------------------------------------- | ------------------------------------------------------------------------------- | ------------------------------ | ------------------ | ------------------------------------ | ------------------------------------ | --- |
| 1        | 01000826  | NRHP | 10th Street Market (en)                                          | 901–921 Washington St.                                                          | Oakland                        | 3 août 2001        |                                      | 37° 48′ 05″ nord, 122° 16′ 29″ ouest | |
| 2        | 66000204  | NHL  | The Abbey-Joaquin Miller House (en)                              | Joaquin Miller Rd. and Sanborn Dr.                                              | Oakland                        | 15 octobre 1966    |                                      | 37° 48′ 38″ nord, 122° 11′ 35″ ouest | maison de 1889 de l'auteur et poète Joaquin Miller, |
| 3        | 80000791  | NRHP | Alameda City Hall                                                | Santa Clara Ave. and Oak St.                                                    | Alameda                        | 15 octobre 1980    |                                      | 37° 45′ 59″ nord, 122° 14′ 37″ ouest | |
| 4        | 16000152  | NRHP | Alameda County Building and Loan Association Building (en)       | 1601-1605 Clay St.                                                              | Oakland                        | 12 avril 2016      |                                      | 37° 48′ 24″ nord, 122° 16′ 22″ ouest | |
| 5        | 82002152  | NRHP | Alameda Free Library (en)                                        | 2264 Santa Clara Ave.                                                           | Alameda                        | 25 juin 1982       |                                      | 37° 45′ 57″ nord, 122° 14′ 37″ ouest | |
| 6        | 77000280  | NRHP | Alameda High School (en)                                         | 2200 Central Ave.                                                               | Alameda                        | 12 mai 1977        |                                      | 37° 45′ 55″ nord, 122° 14′ 45″ ouest | |
| 7        | 07000995  | NRHP | Alameda Veterans' Memorial Building (en)                         | 2203 Central Ave.                                                               | Alameda                        | 27 septembre 2007  |                                      | 37° 45′ 58″ nord, 122° 14′ 47″ ouest | |
| 8        | 06001218  | NRHP | Altenheim (en)                                                   | 1720 MacArthur Blvd.                                                            | Oakland                        | 10 janvier 2007    |                                      | 37° 48′ 03″ nord, 122° 13′ 15″ ouest | |
| 9        | 99000896  | NRHP | American Bag Co.-Union Hide Co. (en)                             | 299 Third St.                                                                   | Oakland                        | 13 août 1999       |                                      | 37° 47′ 42″ nord, 122° 16′ 20″ ouest | |
| 10       | 80000795  | NRHP | Anna Head School for Girls (en)                                  | 2538 Channing Way                                                               | Berkeley                       | 11 août 1980       |                                      | 37° 52′ 00″ nord, 122° 15′ 26″ ouest | |
| 11       | 94000359  | NRHP | Thomas Foxwell Bachelder Barn (en)                               | 1011 Kilkare Rd.                                                                | Sunol                          | 15 avril 1994      |                                      | 37° 36′ 35″ nord, 121° 53′ 44″ ouest | |
| 12       | 78000648  | NRHP | Bank of Italy (en)                                               | 2250 1st St.                                                                    | Livermore                      | 16 novembre 1978   |                                      | 37° 40′ 57″ nord, 121° 46′ 07″ ouest | |
| 13       | 91001896  | NRHP | The Bellevue-Staten (en)                                         | 492 Staten Ave.                                                                 | Oakland                        | 27 décembre 1991   |                                      | 37° 48′ 29″ nord, 122° 15′ 14″ ouest | |
| 14       | 77000281  | NRHP | Berkeley Day Nursery (en)                                        | 2031 6th St.                                                                    | Berkeley                       | 15 septembre 1977  |                                      | 37° 52′ 02″ nord, 122° 17′ 50″ ouest | |
| 15       | 07001350  | HD   | Berkeley High School Campus Historic District (en)               | 1980 Allston Wy.                                                                | Berkeley                       | 7 janvier 2008     |                                      | 37° 52′ 08″ nord, 122° 16′ 16″ ouest | |
| 16       | 04000332  | NRHP | Berkeley Hillside Club (en)                                      | 2286 Cedar St.                                                                  | Berkeley                       | 16 avril 2004      |                                      | 37° 52′ 44″ nord, 122° 15′ 54″ ouest | |
| 17       | 98000963  | HD   | Berkeley Historic Civic Center District (en)                     | Roughly bounded by McKinney Ave., Addison St., Shattuck Ave., and Kittredge St. | Berkeley                       | 3 décembre 1998    |                                      | 37° 52′ 10″ nord, 122° 16′ 14″ ouest | |
| 18       | 82002156  | NRHP | Berkeley Public Library (en)                                     | 2090 Kittredge St.                                                              | Berkeley                       | 25 juin 1982       |                                      | 37° 52′ 05″ nord, 122° 16′ 07″ ouest | |
| 19       | 77000282  | NRHP | Berkeley Women's City Club (en)                                  | 2315 Durant Ave.                                                                | Berkeley                       | 28 octobre 1977    |                                      | 37° 52′ 03″ nord, 122° 15′ 46″ ouest | |
| 20       | 82000994  | NRHP | Boone's University School (en)                                   | 2029 Durant Ave.                                                                | Berkeley                       | 1er novembre 1982  |                                      | 37° 52′ 01″ nord, 122° 16′ 08″ ouest | siège actuellement du Persian Center |
| 21       | 89000195  | NRHP | Bowles Hall (en)                                                 | Stadium and Gayley Way                                                          | Berkeley                       | 16 mars 1989       |                                      | 37° 52′ 24″ nord, 122° 15′ 11″ ouest | |
| 22       | 100001600 | NRHP | Brooklyn Presbyterian Church (en)                                | 1433 12th Ave.                                                                  | Oakland                        | 18 septembre 2017  | [[Fichier:\|100px]]                  | 37° 47′ 28″ nord, 122° 14′ 50″ ouest | |
| 23       | 12001234  | NRHP | California Cotton Mills Company Factory (en)                     | 1091 Calcot Pl.                                                                 | Oakland                        | 30 janvier 2013    |                                      | 37° 46′ 54″ nord, 122° 14′ 17″ ouest | |
| 24       | 82004638  | NRHP | California Hall (en)                                             | Oxford St.                                                                      | Berkeley                       | 25 mars 1982       |                                      | 37° 52′ 19″ nord, 122° 15′ 37″ ouest | |
| 25       | 88000969  | NRHP | California Hotel (en)                                            | 3443–3501 San Pablo Ave.                                                        | Oakland                        | 30 juin 1988       |                                      | 37° 49′ 34″ nord, 122° 16′ 43″ ouest | |
| 26       | 06001086  | NRHP | California Memorial Stadium                                      | Bet. Piedmont Ave., Stadium Rim Way, Canyon Rd., Bancroft Way and Prospect St.  | Berkeley                       | 27 novembre 2006   |                                      | 37° 52′ 16″ nord, 122° 15′ 03″ ouest | |
| 27       | 71000130  | NRHP | California Nursery Co. Guest House                               | California Nursery Co., Niles Blvd. at Nursery Ave.                             | Fremont                        | 6 mai 1971         |                                      | 37° 34′ 45″ nord, 121° 59′ 30″ ouest | |
| 28       | 72000213  | NRHP | Camron-Stanford House (en)                                       | 1426 Lakeside Dr.                                                               | Oakland                        | 13 juin 1972       |                                      | 37° 48′ 05″ nord, 122° 15′ 44″ ouest | |
| 29       | 82002168  | NRHP | Casa Peralta (en)                                                | 384 W. Estudillo Ave.                                                           | San Leandro                    | 4 janvier 1982     |                                      | 37° 43′ 27″ nord, 122° 09′ 30″ ouest | |
| 30       | 85001916  | NRHP | Chamber of Commerce Building                                     | 2140–2144 Shattuck Ave. & 2071–2089 Center St.                                  | Berkeley                       | 29 août 1985       |                                      | 37° 52′ 14″ nord, 122° 16′ 08″ ouest | |
| 31       | 86003361  | NRHP | Church of the Good Shepherd-Episcopal (en)                       | 1001 Hearst St. at Ninth St.                                                    | Berkeley                       | 1er décembre 1986  |                                      | 37° 52′ 12″ nord, 122° 17′ 41″ ouest | |
| 32       | 81000142  | NRHP | City Hall (en)                                                   | 2134 Martin Luther King Jr. Way                                                 | Berkeley                       | 11 septembre 1981  |                                      | 37° 52′ 09″ nord, 122° 16′ 24″ ouest | bâtime de 1907 de John Bakewell, Jr. et Arthur Brown, Jr. ; renommé bâtiment de Maudelle Shirek en mars 2007 ; |
| 33       | 78000650  | NRHP | Clay Building (en)                                               | 1001–1007 Clay St.                                                              | Oakland                        | 20 novembre 1978   |                                      | 37° 48′ 10″ nord, 122° 16′ 31″ ouest | |
| 34       | 92001718  | NRHP | Cloyne Court Hotel (en)                                          | 2600 Ridge Rd.                                                                  | Berkeley                       | 24 décembre 1992   |                                      | 37° 52′ 34″ nord, 122° 15′ 29″ ouest | |
| 35       | 73000394  | NRHP | Alfred H. Cohen House (en)                                       | 1440 29th Ave.                                                                  | Oakland                        | 19 juin 1973       |                                      | 37° 46′ 47″ nord, 122° 13′ 41″ ouest | |
| 36       | 82002157  | NRHP | College Women's Club (en)                                        | 2680 Bancroft Way                                                               | Berkeley                       | 21 janvier 1982    |                                      | 37° 52′ 08″ nord, 122° 15′ 18″ ouest | bâtiment de 1928 de Walter T. Steilberg ; connu actuellement comme l'hôtel Bancroft |
| 37       | 82002158  | NRHP | Corder Building (en)                                             | 2300–2350 Shattuck Ave.                                                         | Berkeley                       | 11 janvier 1982    |                                      | 37° 52′ 02″ nord, 122° 16′ 05″ ouest | |
| 38       | 92001730  | NRHP | Cowell Memorial Hospital (en)                                    | 2215 College Ave.                                                               | Berkeley                       | 6 janvier 1993     |                                      | 37° 52′ 18″ nord, 122° 15′ 11″ ouest | bâtime de 1930 de Arthur Brown, Jr. ; démoli en 1993 |
| 39       | 82000960  | NRHP | Croll Building (en)                                              | 1400 Webster St.                                                                | Alameda                        | 4 octobre 1982     |                                      | 37° 46′ 18″ nord, 122° 16′ 36″ ouest | |
| 40       | 82004639  | NRHP | Doe Memorial Library (en)                                        | Oxford St.                                                                      | Berkeley                       | 25 mars 1982       |                                      | 37° 52′ 20″ nord, 122° 15′ 34″ ouest | |
| 41       | 98000813  | HD   | Downtown Oakland Historic District (en)                          | pratiquele le long de Broadway de la 17th jusqu'à la 11th St.                   | Oakland                        | 1er juillet 1998   |                                      | 37° 48′ 17″ nord, 122° 16′ 11″ ouest | |
| 42       | 76000475  | NRHP | Drawing Building                                                 | Hearst Ave., University of California campus                                    | Berkeley                       | 18 novembre 1976   |                                      | 37° 52′ 30″ nord, 122° 15′ 27″ ouest | bâtime de 1914 de John Galen Howard, connu par la suite comme le bâtiment d'architecture navale fait parite du Blum Hall,                                                                                           |
| 43       | 78000652  | NRHP | Dunns Block (en)                                                 | 725 Washington St.                                                              | Oakland                        | 15 novembre 1978   |                                      | 37° 48′ 02″ nord, 122° 16′ 32″ ouest | |
| 44       | 72000214  | NRHP | Dunsmuir House (en)                                              | Peralta Oaks Ct.                                                                | Oakland                        | 19 mai 1972        |                                      | 37° 44′ 35″ nord, 122° 08′ 47″ ouest | |
| 45       | 82004640  | NRHP | Durant Hall                                                      | Oxford St.                                                                      | Berkeley                       | 25 mars 1982       |                                      | 37° 52′ 17″ nord, 122° 15′ 36″ ouest | bâtiment de 1911 de John Galen Howard ; anciennement le Boalt Hall of Law |
| 46       | 07000788  | NRHP | Eden Congregational Church (en)                                  | 1046 Grove Way                                                                  | Hayward                        | 3 août 2007        |                                      | 37° 40′ 51″ nord, 122° 05′ 37″ ouest | |
| 47       | 93000263  | HD   | George C. Edwards Stadium (en)                                   | Junction of Bancroft Way and Fulton St., UC Berkeley campus                     | Berkeley                       | 1er avril 1993     |                                      | 37° 52′ 08″ nord, 122° 15′ 53″ ouest | |
| 48       | 85001327  | NRHP | Elliston                                                         | 463 and 341 Kilkare Rd.                                                         | Sunol                          | 19 juin 1985       |                                      | 37° 36′ 05″ nord, 121° 53′ 25″ ouest | |
| 49       | 82004641  | NRHP | Berkeley Faculty Club (en)                                       | Oxford St.                                                                      | Berkeley                       | 25 mars 1982       |                                      | 37° 52′ 18″ nord, 122° 15′ 21″ ouest | bâtiment de 1902 de Bernard Maybeck |
| 50       | 79000467  | NRHP | Federal Realty Building (en)                                     | 1615 Broadway                                                                   | Oakland                        | 2 janvier 1979     |                                      | 37° 48′ 23″ nord, 122° 16′ 13″ ouest | |
| 51       | 77000283  | NHL  | First Church of Christ, Scientist (en)                           | 2619 Dwight Way                                                                 | Berkeley                       | 22 décembre 1977   |                                      | 37° 51′ 56″ nord, 122° 15′ 21″ ouest | bâtimen de 1910 de Bernard Maybeck |
| 52       | 80000792  | NRHP | First Presbyterian Church Sanctuary Building (en)                | 2001 Santa Clara Ave.                                                           | Alameda                        | 25 novembre 1980   |                                      | 37° 46′ 11″ nord, 122° 15′ 06″ ouest | |
| 53       | 81000143  | NRHP | First Unitarian Church (en)                                      | 2401 Bancroft Way                                                               | Berkeley                       | 10 décembre 1981   |                                      | 37° 52′ 07″ nord, 122° 15′ 40″ ouest | bâtime de 1898 de A. C. Schweinfurth ; actuelle la maison du département d'art dramatique de l'University of California, Berkeley                                                                                   |
| 54       | 77000284  | NRHP | First Unitarian Church of Oakland (en)                           | 685 14th St.                                                                    | Oakland                        | 16 juin 1977       |                                      | 37° 48′ 25″ nord, 122° 16′ 31″ ouest | |
| 55       | 82004642  | NRHP | Founders' Rock (en)                                              | Oxford St.                                                                      | Berkeley                       | 25 mars 1982       |                                      | 37° 52′ 31″ nord, 122° 15′ 25″ ouest | Site de consécration du College of California, 16 avril 1860 |
| 56       | 82002159  | NRHP | Fox Court (en)                                                   | 1472–1478 University Ave.                                                       | Berkeley                       | 4 février 1982     |                                      | 37° 52′ 12″ nord, 122° 16′ 57″ ouest | bâtiment de 1930 Tudor Revival de Carl Fox |
| 57       | 79000468  | NRHP | Fox Oakland Theatre (en)                                         | 1807–1829 Telegraph Ave.                                                        | Oakland                        | 2 février 1979     |                                      | 37° 48′ 32″ nord, 122° 16′ 09″ ouest | |
| 58       | 82002160  | NRHP | Garfield Intermediate School (en)                                | 1414 Walnut St.                                                                 | Berkeley                       | 14 juin 1982       |                                      | 37° 52′ 54″ nord, 122° 16′ 07″ ouest | bâtiment de 1915 d'Ernest Coxhead ; aussi connu comme la Garfield Junior High School ; actuellement le centre de la communauté juive                                                                                |
| 59       | 82004643  | NRHP | Giannini Hall (en)                                               | Oxford St.                                                                      | Berkeley                       | 25 mars 1982       |                                      | 37° 52′ 25″ nord, 122° 15′ 44″ ouest | bâtiment de 1930 de William C. Hays nomme en référence au fondateur de la Bank of America, Amadeo Giannini ; construit pour accueillir la Giannini Foundation of Agricultural Economics                             |
| 60       | 91001473  | NRHP | Girton Hall (en)                                                 | University of California Botanical Garden                                       | Berkeley                       | 26 septembre 1991  |                                      | 37° 52′ 29″ nord, 122° 14′ 18″ ouest | bâtiment de 1911 de Julia Morgan. Initialement connu comme le Senior Women's Hall, actuellement connu comme le Julia Morgan Hall. A été déplacé du campus centre de l'UC Berkeley vers UC Botanical Garden en 2014. |
| 61       | 78000644  | NRHP | Golden Sheaf Bakery (en)                                         | 2069–2071 Addison St.                                                           | Berkeley                       | 31 mars 1978       |                                      | 37° 52′ 17″ nord, 122° 16′ 08″ ouest | bâtiment en brique et en terra-cotta de 1905 de Clinton Day ; a fait partie de la Golden Sheaf Bakery, où le premier syndicat des boulangers a été créé en 1904.                                                    |
| 62       | 78000651  | NRHP | Greek Orthodox Church of the Assumption (en)                     | 9th and Castro Sts.                                                             | Oakland                        | 22 mai 1978        |                                      | 37° 48′ 13″ nord, 122° 16′ 43″ ouest | |
| 63       | 04000594  | NRHP | Green Shutter Hotel (en)                                         | 22650 Main St.                                                                  | Hayward                        | 16 juin 2004       |                                      | 37° 40′ 21″ nord, 122° 04′ 56″ ouest | |
| 64       | 07001351  | HD   | Hagemann Ranch Historic District (en)                            | 455 Olivina Ave.                                                                | Livermore                      | 10 janvier 2008    |                                      | 37° 40′ 57″ nord, 121° 47′ 50″ ouest | |
| 65       | 96001277  | HD   | Harrison and Fifteenth Sts. Historic District (en)               | 1401–1501 Harrison St., 300–312 14th St., 300–349 15th St.                      | Oakland                        | 7 novembre 1996    |                                      | 37° 48′ 14″ nord, 122° 15′ 59″ ouest | |
| 66       | 05000597  | NRHP | Weston Havens House (en)                                         | 255 Panoramic Way                                                               | Berkeley                       | 11 juin 2008       |                                      | 37° 52′ 09″ nord, 122° 14′ 50″ ouest | maison de 1941 de Harwell Hamilton Harris léguée à l'université de Californie par le dernier descendant direct du fondateur de Berkeley founder, Francis Kittredge Shattuck                                         |
| 67       | 82002161  | NRHP | Haviland Hall                                                    | University of California Campus                                                 | Berkeley                       | 1er février 1982   |                                      | 37° 52′ 25″ nord, 122° 15′ 40″ ouest | bâtiment de 1924 de John Galen Howard |
| 68       | 82004644  | NRHP | Hearst Greek Theatre (en)                                        | Oxford St.                                                                      | Berkeley                       | 25 mars 1982       |                                      | 37° 52′ 25″ nord, 122° 15′ 15″ ouest | 1903 outdoor theater by John Galen Howard named for donor and publisher William Randolph Hearst |
| 69       | 82004645  | NRHP | Hearst Gymnasium for Women (en)                                  | Oxford St.                                                                      | Berkeley                       | 25 mars 1982       |                                      | 37° 52′ 10″ nord, 122° 15′ 25″ ouest | bâtiment de 1927 de Bernard Maybeck et Julia Morgan nommé en l'honneur de la mère de William Randolph Hearst, Phoebe Apperson Hearst                                                                                |
| 70       | 82004646  | NRHP | Hearst Memorial Mining Building (en)                             | Oxford St.                                                                      | Berkeley                       | 25 mars 1982       |                                      | 37° 52′ 27″ nord, 122° 15′ 26″ ouest | bâtimen de 1902–1907 de John Galen Howard, nommé en l'honneur du sénateur George Hearst |
| 71       | 91001538  | NRHP | Heathcote-MacKenzie House (en)                                   | 4501 Pleasanton Ave.                                                            | Pleasanton                     | 29 octobre 1991    |                                      | 37° 39′ 37″ nord, 121° 53′ 06″ ouest | |
| 72       | 00001067  | NRHP | Heinold's First and Last Chance Saloon (en)                      | 56 Jack London Square                                                           | Oakland                        | 1er septembre 2000 |                                      | 37° 47′ 38″ nord, 122° 16′ 23″ ouest | |
| 73       | 82004647  | NRHP | Hilgard Hall (en)                                                | Oxford St.                                                                      | Berkeley                       | 25 mars 1982       |                                      | 37° 52′ 24″ nord, 122° 15′ 48″ ouest | bâtimen de 1917 de John Galen Howard ; nommé en l'honneur d'Eugene W. Hilgard, pédologue renommé et premier doyen de l'University of California College of Agriculture                                              |
| 74       | 82000961  | NRHP | Hillside School (en)                                             | 1581 Leroy Ave.                                                                 | Berkeley                       | 29 octobre 1982    |                                      | 37° 52′ 50″ nord, 122° 15′ 32″ ouest | école de 1925 de Walter H. Ratcliff, Jr. |
| 75       | 89000194  | NRHP | Kahn's Department Store (en)                                     | 1501–39 Broadway                                                                | Oakland                        | 30 mars 1989       |                                      | 37° 48′ 21″ nord, 122° 16′ 15″ ouest | |
| 76       | 85002305  | NRHP | John W. Kottinger Adobe Barn                                     | 200 Ray St.                                                                     | Pleasanton                     | 12 septembre 1985  |                                      | 37° 39′ 47″ nord, 121° 52′ 21″ ouest | |
| 77       | 06000612  | NRHP | Ladies' Relief Society Children's Home (en)                      | 365 45th St.                                                                    | Oakland                        | 13 juillet 2006    |                                      | 37° 49′ 58″ nord, 122° 15′ 26″ ouest | |
| 78       | 66000205  | NHL  | Lake Merritt Wild Duck Refuge                                    | Lakeside Park, Grand Ave.                                                       | Oakland                        | 15 octobre 1966    |                                      | 37° 48′ 23″ nord, 122° 15′ 18″ ouest | Créé le 18 mars 1870; première réserve naturelle officielle aux États-Unis |
| 79       | 04000622  | NRHP | LeConte Hall (en)                                                | Hearst and Gayley                                                               | Berkeley                       | 25 juin 2004       |                                      | 37° 52′ 21″ nord, 122° 15′ 25″ ouest | |
| 80       | 89000199  | NRHP | Liberty Hall (en)                                                | 1483–1485 8th St.                                                               | Oakland                        | 30 mars 1989       |                                      | 37° 48′ 23″ nord, 122° 17′ 44″ ouest | Construit en 1877, salle de réunion du chapitre d'Oakland de l'Universal Negro Improvement Association |
| 81       | 89002462  | NHL  | Lightship WAL-605, RELIEF (en)                                   | Oakland Estuary in Brooklyn Basin                                               | Oakland                        | 20 décembre 1989   |                                      | 37° 47′ 44″ nord, 122° 16′ 50″ ouest | |
| 82       | 11000876  | NRHP | Livermore Carnegie Library and Park (en)                         | 2155 3rd St.                                                                    | Livermore                      | 3 décembre 2011    |                                      | 37° 40′ 47″ nord, 121° 46′ 07″ ouest | |
| 83       | 89000258  | NRHP | Locke House                                                      | 3911 Harrison St.                                                               | Oakland                        | 7 avril 1989       |                                      | 37° 49′ 19″ nord, 122° 15′ 01″ ouest | |
| 84       | 89000857  | NRHP | Loring House (en)                                                | 1730 Spruce St.                                                                 | Berkeley                       | 13 juillet 1989    |                                      | 37° 52′ 35″ nord, 122° 15′ 56″ ouest | |
| 85       | 82002164  | NRHP | Madison Park Apartments                                          | 100 9th St.                                                                     | Oakland                        | 1er avril 1982     |                                      | 37° 47′ 53″ nord, 122° 15′ 55″ ouest | |
| 86       | 80000796  | NRHP | Main Post Office and Federal Building                            | 201 13th St.                                                                    | Oakland                        | 23 octobre 1980    |                                      | 37° 48′ 05″ nord, 122° 15′ 59″ ouest | |
| 87       | 82002162  | NRHP | Masonic Temple (en)                                              | 2105 Bancroft Way and 2295 Shattuck Ave.                                        | Berkeley                       | 15 juillet 1982    |                                      | 37° 52′ 04″ nord, 122° 16′ 03″ ouest | |
| 88       | 82002153  | NRHP | Masonic Temple and Lodge (en)                                    | 1329–31 Park St. and 2312 Alameda Ave.                                          | Alameda                        | 25 mars 1982       |                                      | 37° 45′ 48″ nord, 122° 14′ 38″ ouest | |
| 89       | 82002165  | NRHP | McCrea House                                                     | 3500 Mountain Blvd.                                                             | Oakland                        | 11 février 1982    |                                      | 37° 48′ 03″ nord, 122° 11′ 12″ ouest | |
| 90       | 73000393  | NRHP | Meek Mansion and Carriage House (en)                             | 240 Hampton Rd.                                                                 | Hayward                        | 4 juin 1973        |                                      | 37° 41′ 04″ nord, 122° 06′ 48″ ouest | |
| 91       | 100000778 | NRHP | Melrose Baptist Church                                           | 1638 47th Ave.                                                                  | Oakland                        | 27 mars 2017       |                                      | 37° 46′ 20″ nord, 122° 12′ 34″ ouest | |
| 92       | 71000132  | NRHP | Mills Hall                                                       | Mills College campus                                                            | Oakland                        | 14 octobre 1971    |                                      | 37° 46′ 47″ nord, 122° 10′ 56″ ouest | |
| 93       | 71000131  | NRHP | Mission San José (en)                                            | Mission Blvd. at Washington Blvd.                                               | Fremont                        | 14 juillet 1971    |                                      | 37° 32′ 00″ nord, 121° 55′ 11″ ouest | |
| 94       | 99000691  | NRHP | Montgomery Ward & Company (en)                                   | 2825 E. 14th St.                                                                | Oakland                        | 15 juin 1999       |                                      | 37° 46′ 47″ nord, 122° 13′ 48″ ouest | Démoli en 2001 |
| 95       | 78000649  | NRHP | D. J. Murphy House                                               | 291 McLeod St.                                                                  | Livermore                      | 6 avril 1978       |                                      | 37° 40′ 54″ nord, 121° 45′ 58″ ouest | |
| 96       | 12001191  | HD   | Naval Air Station Alameda Historic District                      | NAS Alameda                                                                     | Alameda                        | 23 janvier 2013    |                                      | 37° 47′ 10″ nord, 122° 18′ 09″ ouest | |
| 97       | 10000843  | HD   | Niles Canyon Transcontinental Railroad Historic District (en)    | Railway corridor from Niles to Pleasanton                                       | Fremont, Pleasanton, and Sunol | 13 octobre 2010    |                                      | 37° 35′ 40″ nord, 121° 53′ 19″ ouest | |
| 98       | 82004648  | NRHP | North Gate Hall                                                  | Oxford St.                                                                      | Berkeley                       | 25 mars 1982       |                                      | 37° 52′ 30″ nord, 122° 15′ 35″ ouest | |
| 99       | 83001170  | NRHP | Oakland City Hall (en)                                           | 1 Frank H. Ogawa Plaza                                                          | Oakland                        | 15 septembre 1983  |                                      | 37° 48′ 19″ nord, 122° 16′ 21″ ouest | |
| 100      | 96000106  | NRHP | Oakland Free Library-23rd Avenue Branch                          | 1449 Miller Ave., 2347 E. 15th St.                                              | Oakland                        | 16 février 1996    |                                      | 37° 47′ 01″ nord, 122° 14′ 04″ ouest | |
| 101      | 96000105  | NRHP | Oakland Free Library-Alden Branch                                | 5205 Telegraph Ave., 500 52nd St.                                               | Oakland                        | 16 février 1996    |                                      | 37° 50′ 18″ nord, 122° 15′ 45″ ouest | Maintenant la Temescal Branch. |
| 102      | 96000103  | NRHP | Oakland Free Library-Golden Gate Branch                          | 5606 San Pablo Ave., 1098 56th St.                                              | Oakland                        | 16 février 1996    |                                      | 37° 50′ 21″ nord, 122° 16′ 56″ ouest | |
| 103      | 96000104  | NRHP | Oakland Free Library-Melrose Branch                              | 4805 Foothill Blvd., 1738 48th Ave.                                             | Oakland                        | 16 février 1996    |                                      | 37° 46′ 21″ nord, 122° 12′ 27″ ouest | |
| 104      | 79000470  | NRHP | Oakland Hotel (en)                                               | 260 13th St.                                                                    | Oakland                        | 4 septembre 1979   |                                      | 37° 48′ 09″ nord, 122° 16′ 02″ ouest | |
| 105      | 83001171  | NRHP | Oakland Iron Works-United Works, and the Remillard Brick Company | 552–592 2nd St.                                                                 | Oakland                        | 25 août 1983       |                                      | 37° 47′ 50″ nord, 122° 16′ 44″ ouest | |
| 106      | 15000098  | NRHP | Oakland Lamp Works                                               | 1614 Campbell St.                                                               | Oakland                        | 24 mars 2015       | 37° 48′ 49″ nord, 122° 17′ 37″ ouest |                                      | |
| 107      | 83001173  | NRHP | Oakland Public Library (en)                                      | 659 14th St.                                                                    | Oakland                        | 11 août 1983       |                                      | 37° 48′ 22″ nord, 122° 16′ 35″ ouest | Maintenant la bibliothèque et le musée afro-américain. |
| 108      | 00000361  | HD   | Oakland Waterfront Warehouse District                            | pratiquement limité par I-880, Madison St., 2nd St., et Webster St.             | Oakland                        | 24 avril 2000      |                                      | 37° 47′ 43″ nord, 122° 16′ 16″ ouest | |
| 109      | 84000755  | NRHP | Oakland YWCA Building (en)                                       | 1515 Webster St.                                                                | Oakland                        | 20 septembre 1984  |                                      | 37° 48′ 17″ nord, 122° 16′ 06″ ouest | |
| 110      | 10000812  | NRHP | Donald and Helen Olsen House (en)                                | 771 San Diego Rd.                                                               | Berkeley                       | 1er octobre 2010   |                                      | 37° 53′ 46″ nord, 122° 16′ 21″ ouest | |
| 111      | 86001665  | NRHP | Pacific Gas & Electric Company Building (en)                     | 1625 Clay and 551 17th Sts.                                                     | Oakland                        | 17 juillet 1986    |                                      | 37° 48′ 26″ nord, 122° 16′ 22″ ouest | |
| 112      | 75000421  | NRHP | Pacific Press Building                                           | 1117 Castro St.                                                                 | Oakland                        | 14 avril 1975      |                                      | 37° 48′ 17″ nord, 122° 16′ 42″ ouest | démoli |
| 113      | 05000424  | HD   | Panoramic Hill (en)                                              | Panoramic Wy, Canyon Rd., Mosswood, Orchard Ln., Arden Rd.                      | Berkeley                       | 21 octobre 2005    |                                      | 37° 52′ 07″ nord, 122° 14′ 13″ ouest | |
| 114      | 73000395  | NHL  | Paramount Theatre                                                | 2025 Broadway                                                                   | Oakland                        | 14 août 1973       |                                      | 37° 48′ 35″ nord, 122° 16′ 05″ ouest | |
| 115      | 76000476  | NRHP | Pardee House (en)                                                | 672 11th St.                                                                    | Oakland                        | 24 mai 1976        |                                      | 37° 48′ 17″ nord, 122° 16′ 40″ ouest | |
| 116      | 82002154  | HD   | Park Street Historic Commercial District (en)                    | pratiquemen délimité par Oak St., Park, Lincoln, et Encinal Aves.               | Alameda                        | 12 mai 1982        |                                      | 37° 45′ 53″ nord, 122° 14′ 36″ ouest | |
| 117      | 85003043  | HD   | George Washington Patterson Ranch-Ardenwood (en)                 | 34600 Newark Blvd.                                                              | Fremont                        | 29 novembre 1985   |                                      | 37° 33′ 27″ nord, 122° 02′ 57″ ouest | |
| 118      | 78000654  | NRHP | Peralta House (en)                                               | 561 Lafayette Ave.                                                              | San Leandro                    | 22 novembre 1978   |                                      | 37° 43′ 50″ nord, 122° 09′ 42″ ouest | |
| 119      | 77000285  | NRHP | Antonio Maria Peralta House (en)                                 | 2465 34th Ave.                                                                  | Oakland                        | 17 novembre 1977   |                                      | 37° 47′ 14″ nord, 122° 13′ 03″ ouest | |
| 120      | 82002155  | NRHP | Peterson House                                                   | 1124 Talbot Ave.                                                                | Albany                         | 11 mars 1982       |                                      | 37° 53′ 01″ nord, 122° 17′ 36″ ouest | |
| 121      | 83001172  | NRHP | Phi Delta Theta Chapter House                                    | 2717 Hearst Ave.                                                                | Berkeley                       | 11 janvier 1983    |                                      | 37° 52′ 33″ nord, 122° 15′ 22″ ouest | |
| 122      | 79000466  | NRHP | Ravenswood                                                       | Sud de Livermore sur Arroyo Rd.                                                 | Livermore                      | 26 juin 1979       |                                      | 37° 39′ 08″ nord, 121° 46′ 11″ ouest | |
| 123      | 02000328  | NRHP | Remar Bakery                                                     | 1010 46th St.                                                                   | Emeryville                     | 11 avril 2002      |                                      | 37° 50′ 09″ nord, 122° 16′ 33″ ouest | connu maintenant comme Bakery Lofts. |
| 124      | 66000203  | NHL  | Room 307, Gilman Hall, University of California (en)             | University of California at Berkeley campus                                     | Berkeley                       | 15 octobre 1966    |                                      | 37° 52′ 21″ nord, 122° 15′ 23″ ouest | |
| 125      | 16000864  | NRHP | St. Joseph's Home for the Aged (en)                              | 2647 International Blvd.                                                        | Oakland                        | 20 décembre 2016   |                                      | 37° 46′ 51″ nord, 122° 13′ 55″ ouest | |
| 126      | 82004649  | NRHP | Sather Gate and Bridge (en)                                      | U.C.Berkeley                                                                    | Berkeley                       | 25 mars 1982       |                                      | 37° 52′ 13″ nord, 122° 15′ 34″ ouest | |
| 127      | 82004650  | NRHP | Sather Tower                                                     | Oxford St.                                                                      | Berkeley                       | 25 mars 1982       |                                      | 37° 52′ 19″ nord, 122° 15′ 28″ ouest | |
| 128      | 82002166  | NRHP | Security Bank and Trust Company Building (en)                    | 1000 Broadway                                                                   | Oakland                        | 26 juillet 1982    |                                      | 37° 48′ 08″ nord, 122° 16′ 19″ ouest | aussi le siège de Key System |
| 129      | 74000506  | NRHP | Senior Hall (en)                                                 | University of California, Berkeley campus                                       | Berkeley                       | 5 novembre 1974    |                                      | 37° 52′ 19″ nord, 122° 15′ 19″ ouest | cabane en rondins de 1906 de John Galen Howard ; connue aussi comme le Senior Men's Hall and Golden Bear Lodge |
| 130      | 07001176  | NRHP | South Berkeley Community Church (en)                             | 1802 Fairview St.                                                               | Berkeley                       | 15 novembre 2007   |                                      | 37° 51′ 01″ nord, 122° 16′ 21″ ouest | |
| 131      | 82004651  | NRHP | South Hall (en)                                                  | Oxford St.                                                                      | Berkeley                       | 25 mars 1982       |                                      | 37° 52′ 17″ nord, 122° 15′ 31″ ouest | |
| 132      | 74000507  | NRHP | St. John's Presbyterian Church (en)                              | 2640 College Ave.                                                               | Berkeley                       | 7 août 1974        |                                      | 37° 51′ 43″ nord, 122° 15′ 13″ ouest | connu maintenant comme le centre Julia Morgan |
| 133      | 78000642  | NRHP | St. Joseph's Basilica (en)                                       | 1109 Chestnut St.                                                               | Alameda                        | 18 septembre 1978  |                                      | 37° 45′ 58″ nord, 122° 15′ 17″ ouest | |
| 134      | 06000242  | NRHP | St. Raymond's Church (en)                                        | 6600 Donlon Way                                                                 | Dublin                         | 12 avril 2006      |                                      | 37° 42′ 00″ nord, 121° 56′ 16″ ouest | |
| 135      | 82000962  | HD   | State Asylum for the Deaf, Dumb and Blind (en)                   | délimité par Dwight Way, City line, Derby et Warring Sts.                       | Berkeley                       | 14 octobre 1982    |                                      | 37° 51′ 50″ nord, 122° 14′ 53″ ouest | maintenant le Clark Kerr Campus |
| 136      | 78000645  | NRHP | Studio Building (en)                                             | 2045 Shattuck Ave.                                                              | Berkeley                       | 6 avril 1978       |                                      | 37° 52′ 18″ nord, 122° 16′ 03″ ouest | |
| 137      | 78000646  | NRHP | William R. Thorsen House (en)                                    | 2307 Piedmont Ave.                                                              | Berkeley                       | 20 novembre 1978   |                                      | 37° 52′ 08″ nord, 122° 15′ 06″ ouest | |
| 138      | 78000647  | NRHP | Toverii Tuppa                                                    | 1819 10th St.                                                                   | Berkeley                       | 12 juillet 1978    |                                      | 37° 52′ 15″ nord, 122° 17′ 37″ ouest | |
| 139      | 77000286  | NRHP | Treadwell Mansion and Carriage House (en)                        | 5212 Broadway                                                                   | Oakland                        | 15 juillet 1977    |                                      | 37° 50′ 08″ nord, 122° 15′ 02″ ouest | fait maintenant partie du California College of the Arts |
| 140      | 82002167  | NRHP | Trinity Church (Californie) (en)                                 | 525 29th St.                                                                    | Oakland                        | 4 février 1982     |                                      | 37° 49′ 06″ nord, 122° 16′ 05″ ouest | |
| 141      | 82002163  | NRHP | Tupper and Reed Building                                         | 2275 Shattuck Ave.                                                              | Berkeley                       | 21 janvier 1982    |                                      | 37° 52′ 05″ nord, 122° 16′ 03″ ouest | connu maintenant comme le Beckett's Pub |
| 142      | 81000144  | NRHP | U.S. Post Office                                                 | 2000 Allston Way                                                                | Berkeley                       | 29 janvier 1981    |                                      | 37° 52′ 08″ nord, 122° 16′ 13″ ouest | |
| 143      | 80000793  | NRHP | Union Iron Works Powerhouse (en)                                 | 2308 Webster St.                                                                | Alameda                        | 10 janvier 1980    |                                      | 37° 47′ 12″ nord, 122° 16′ 27″ ouest | |
| 144      | 80000794  | NRHP | Union Iron Works Turbine Machine Shop (en)                       | 2200 Webster St.                                                                | Alameda                        | 10 avril 1980      |                                      | 37° 47′ 04″ nord, 122° 16′ 19″ ouest | |
| 145      | 13001034  | NRHP | Berkeley Art Museum and Pacific Film Archive                     | 2626 Bancroft Way                                                               | Berkeley                       | 8 janvier 2014     |                                      | 37° 52′ 08″ nord, 122° 15′ 21″ ouest | |
| 146      | 92001300  | NRHP | University High School (en)                                      | 5714 Martin Luther King Jr. Way                                                 | Oakland                        | 2 octobre 1992     |                                      | 37° 50′ 33″ nord, 122° 16′ 10″ ouest | maintenant le North Oakland Senior Center et le Children's Hospital Oakland Research Institute |
| 147      | 82004652  | NRHP | University House                                                 | Oxford St.                                                                      | Berkeley                       | 25 mars 1982       |                                      | 37° 52′ 28″ nord, 122° 15′ 44″ ouest | |
| 148      | 91002065  | NHL  | USS Hornet (CV-12)                                               | Alameda Point                                                                   | Alameda                        | 4 décembre 1991    |                                      | 37° 46′ 22″ nord, 122° 18′ 10″ ouest | répertorié dans la base NRIS du National Park Service à Bremerton, Washington ; a été déplacé dans la Naval Air Station Alameda et ouvert en tant que musée en 1998.                                                |
| 149      | 87000068  | NHL  | USS Potomac (AG-25)                                              | 1660 Embarcadero                                                                | Oakland                        | 20 février 1987    |                                      | 37° 47′ 43″ nord, 122° 16′ 48″ ouest | |
| 150      | 81000145  | NRHP | Washington Union High School (en)                                | 38442 Fremont Blvd.                                                             | Fremont                        | 5 octobre 1981     |                                      | 37° 33′ 10″ nord, 121° 59′ 41″ ouest | |
| 151      | 82004653  | NRHP | Wellman Hall                                                     | Oxford St.                                                                      | Berkeley                       | 25 mars 1982       |                                      | 37° 52′ 23″ nord, 122° 15′ 46″ ouest | |
| 152      | 78000653  | NRHP | Wetmore House                                                    | 342 Bonita Ave.                                                                 | Piedmont                       | 14 avril 1978      |                                      | 37° 49′ 27″ nord, 122° 13′ 59″ ouest | |
| 153      | 82004654  | NRHP | Wheeler Hall (en)                                                | Oxford St.                                                                      | Berkeley                       | 25 mars 1982       |                                      | 37° 52′ 16″ nord, 122° 15′ 32″ ouest | |
| 154      | 80000797  | NRHP | White Mansion (en)                                               | 604 E. 17th St.                                                                 | Oakland                        | 31 octobre 1980    |                                      | 37° 47′ 49″ nord, 122° 15′ 00″ ouest | |
| 155      | 09000247  | NRHP | Women's Athletic Club of Alameda County (en)                     | 525 Bellevue Ave.                                                               | Oakland                        | 29 avril 2009      |                                      | 37° 48′ 28″ nord, 122° 15′ 16″ ouest | |

## Anciennement dans le registre
| Position | ID       | Type         | Nom         | Localisation    | Ville    | Date d'inscription | Image | Coordonnées | Description                      |
| -------- | -------- | ------------ | ----------- | --------------- | -------- | ------------------ | ----- | ----------- | -------------------------------- |
| 1        | 78000643 | NRHP- retiré | Byrne House | 1301 Oxford St. | Berkeley | 17 février 1978    |       |             | Détruit par un incendie en 1984. |